# أليكس هيغينز (لاعب كرة قدم)
أليكس هيغينز (بالإنجليزية: Alex Higgins)‏ هو مدرب كرة قدم ولاعب كرة قدم بريطاني (وحمل سابقاً جنسية المملكة المتحدة لبريطانيا العظمى وأيرلندا) في مركز الهجوم، ولد في 7 نوفمبر 1863 في المملكة المتحدة، وتوفي في 17 أبريل 1920. شارك مع منتخب اسكتلندا لكرة القدم. أما مع النوادي، فقد لعب مع ديربي كاونتي ونادي كيلمارنوك ونوتينغهام فورست.

## وصلات خارجية
- أليكس هيغينز على موقع الاتحاد الإسكتلندي (الإنجليزية)
- أليكس هيغينز على موقع قاعدة بيانات كرة القدم.إي يو (الإنجليزية)